# StarPlus
StarPlus é um canal indiano de televisão paga de entretenimento geral de propriedade da Star India, uma subsidiária integral da The Walt Disney Company India. A programação da rede consiste em dramas familiares, comédias, reality shows voltados para jovens, programas de crime e filmes televisivos.

## História
Quando foi lançado em 15 de dezembro de 1991, StarPlus era um canal de televisão de entretenimento em inglês que transmitia programas de televisão internacionais dos Estados Unidos, Reino Unido, Austrália e Nova Zelândia, com Zee TV sendo a contraparte em hindi.
Em 1 de julho de 2000, depois que a Star encerrou seu relacionamento com a Zee TV, a StarPlus foi completamente transformada em um canal em hindi (de 1997 a junho de 2000, StarPlus era um canal de TV bilíngue que consistia em programas em hindi e inglês), com a Star World se tornando o canal homólogo da rede em inglês e o CEO da empresa, Sameer Nair, e o chefe de programação, Tarun Katial, apresentaram uma série de novos programas, que ajudaram a solidificar a posição do canal como líder na área de transmissão de televisão em hindi.
O canal foi lançado nos Estados Unidos em novembro de 2004.
O feed de alta definição do canal foi lançado em 15 de abril de 2011. Ele carrega a mesma programação do feed de definição padrão, mas com comerciais diferentes. O StarPlus HD foi definido para ser lançado no Reino Unido e na Irlanda no final de 2011, mas foi adiado até 5 de julho de 2012.
Em 6 de outubro de 2017, o ATN Channel do Canadá perdeu os direitos da programação da Star, com os telespectadores direcionados ao novo serviço de streaming Hotstar, que havia sido recentemente introduzido no mercado canadense.
Em 4 de janeiro de 2019, a Star também fechou seus canais lineares nos Estados Unidos, em favor do serviço Hotstar.

### Reformulação
Em 1º de julho de 2001, o logotipo se transformou de amarelo para a agora estrela cortada azul e branca.
Em 14 de junho de 2010, passou por uma reformulação da marca junto com uma mudança do logotipo retangular azul para uma estrela vermelho rubi com o slogan "Rishta Wahi, Soch Nayi".
Em 7 de novembro de 2016, passou por uma reformulação da marca com o slogan "Nayi Soch".
Em 27 de maio de 2018, ele passou por uma reformulação da marca com Alia Bhatt como o rosto da campanha com a estrela de cristal vermelha com um corte cadente dourado junto com o slogan "Rishta Wahi, Baat Nayi" e canção de assinatura composta por A. R. Rahman.
Em 30 de dezembro de 2020, a Disney anunciou que a marca Star seria substituída por Utsav a partir de 22 de janeiro de 2021. Em 22 de janeiro de 2021, StarPlus tornou-se Utsav Plus, e esta mudança está atualmente em vigor em partes da Europa.